# Militärkommando Tirol
Das Militärkommando Tirol ist ein militärischer Verband des Österreichischen Bundesheeres. Ihm ist das Jägerbataillon Tirol der Miliz unterstellt. 
Seit 17. August 2017 leitet das Militärkommando Tirol einen sicherheitspolizeilichen Assistenzeinsatz an der Grenze zu Italien.
Zuvor war dem Militärkommando (Bundesheerreform 2016) bis zur Bundesheerreform 2019 noch das Jägerbataillon 6 unterstellt, welches dann aber als Stabsbataillon 6 in die 6. Jägerbrigade übernommen wurde.